# Desilau
Desilau (Diesilaus, Δεσίλαος) fou un escultor grec que va esculpir una estàtua de Dorífor (Doryphorus) i una amazona ferida que són esmentades per Plini el Vell.
Una estàtua d'una amazona ferida que es conserva al Vaticà porta el nom de Ctesilaüs, però aquest podria ser el nom de l'autor que la va copiar de l'obra de Desilau; altres pensen però que en realitat el nom de Desilaus és corrupte i que hauria de ser Ctesilau.